# Frano Gjini
Frano Gjini (Shkodër, 20 de febrero de 1886–11 de marzo de 1948) fue un sacerdote y obispo albanés, abad y mártir de Albania del régimen comunista, por no apostatar de su fe, ni renegar de la iglesia católica, beatificado por el papa Francisco.

## Primeros Años
Hijo de Pjeter y Drande Gjini. Estudió su primaria y secundaria en el colegio San Francisco Javier con los padres jesuitas. Fue enviado a Roma a estudiar Filosofía y Teología donde fue ordenado sacerdote el 28 de junio de 1908. Regresó a Albania a ejercer su ministerio sacerdotal en Laç, Kurbin, Vlora, y Durazzo, y durante 15 años intentó corregir antiguas costumbres populares que estaban en conflicto con las enseñanzas de la Iglesia. Fue nombrado abad de Sant' Alessandro en Orosh, en el distrito de Mirdita el 29 de junio de 1930, comunidad abandonada sin abad desde 1917. Aprendió varios idiomas. Fue ordenado obispo titular de Semta el 28 de octubre de 1930.
El nuncio apostólico en Albania Leone Giovanni Battista Nigris, fue a presentar la situación al papa Pio XII, pero fue impedido regresar a Albania por lo que en 1945 Frano fue nombrado sustituto de Battista y delegado apostólico de la Santa Sede en Albania. Luego fue asignado a la diócesis de Lezhe Alessio, el 4 de enero de 1946. Fue convocado por el dictador Enver Hoxha, para que hiciera una Iglesia del Estado de Albania, negándose audazmente a declarando: "No puedo separar a mi rebaño de la Santa Sede".

## Últimos años
Fue acusado de ser espía del vaticano y de los americanos, de esconder armas en el altar de su iglesia, de organizar un levantamiento contra el régimen comunista. Denunció públicamente los ataques del gobierno en una carta. Fue arrestado el 15 de noviembre de 1946, encerrado en una celda de un metro cuadrado. 
Fue torturado para que renegara de su fe, encadenado de pies y manos, se le aplicaron descargas eléctricas en la cabeza y en la boca, le insertaron astillas de madera debajo las uñas de las manos y pies, le untaron sal en las heridas. No aceptó las acusaciones y así soportó todas las torturas y no apostató por lo que fue condenado a muerte el 8 de enero de 1948. 
Cuando le leyeron la sentencia de muerte, dijo: "Moriré por permanecer fiel a la ley de Dios y me opuse a las leyes que son contrarias a Dios y contrarias al pueblo". Cuando lo llevaban al lugar de la ejecución, les dio ánimos a sus compañeros diciendo: "Soportad con valentía porque morimos por Cristo". Sus últimas palabras fueron: "¡Gloria a Cristo Rey, a la enseñanza católica y a todos los católicos del mundo! ¡Viva el Papa! ¡Mi vida y mi sangre permanecen aquí, pero mi corazón y mi alma están con el Papa! ¡Viva Albania!"
Aún atado a uno de los árboles del patio el convento franciscano transformado en prisión, tuvo la fuerza de impartir una bendición final a otro preso moribundo, atado de la misma manera que él. Le fueron bloqueados las manos para que no lo bendijera, pero hizo la señal de la cruz con la cabeza, levantándola de arriba abajo y luego de derecha a izquierda.
Fue ejecutado por fusilamiento, tras 16 meses de hostigamiento. Le dispararon junto con otros dieciocho clérigos y laicos en la zanja cercana a un viñedo, cerca de Shkoder a las 5 de la mañana del 11 de marzo de 1948. Entre ellos estaban los padres franciscanos Cyprian Nika y Mati Prennushi, y los monseñores Gjergj Volaj, y Nicollé Deda. Los tres primeros fueron incluidos en el grupo de los 38 mártires Albania asesinados durante el régimen comunista, y fueron beatificados en Scutari el 5 de noviembre de 2016. Tina, la hermana de Frano, siguió la procesión de los sentenciados a ser ejecutados, pero fue descubierta y arrestada. 

## Beatificación
Fue beatificado el 5 de noviembre de 2016, en Shkoder, durante la celebración de la Eucaristía, en Shkodra. Catedral de San Esteban, por el cardenal Angelo Amato, prefecto de la Congregación para las Causas de los Santos y autorizado por el Papa Francisco, como parte del grupo de los 38 mártires de Albania en los cuales se investigó y concluyó el proceso canónico considerándolos mártires. Su festividad se celebra el 12 de septiembre. La Iglesia de Albania por ello se inscribe, por pleno derecho, en la lista de honor del martirologio del siglo XX. El clero católico se distinguió por su fe, su patriotismo y su cultura. 